# 변사자
변사자(變死者)란 자연사 이외의 사망으로 그 원인이 분명하지 않은 자를 말한다.
사망원인이 외인사(外因死)인 경우엔 의료법 제26조에 따라 의사(의사, 치과의사, 한의사, 조산사)는 사체의 소재지를 경찰에 신고해야 할 의무가 있다. (서울대 의대 법의학교실 유성호 교수)

## 같이 보기
- 시체검안서